# Про астрономію (Гігін)
Про астрономію (лат. De astronomia), також відома як Астрономічна поетика (лат. Poetica astronomica) — збірка описів сузір'їв та античних уявлень про будову світу. Книга написана латинською мовою і вперше видана, ймовірно, між I ст. до н. е. і II ст. н. е.

## Автор і датування
Автор відомий як Гігін. Можливо це Гай Юлій Гігін, римський вчений періоду Августа. У цьому випадку «De astronomia» була написана в кінці I ст. до н. е. «Феномени Арата з Сола», які є одним із джерел Гігіна, були відомі в тогочасному Римі й кілька разів перекладалися латинською мовою.
Проте твір під назвою «Genealogiae» або «Fabulae», що також поширювався під ім'ям Гігіна як додаток до «De astronomia» і пов'язаний з нею посиланнями, деякі дослідники датують кінцем I або II століттям і приписують автору на ім'я Гігін Міфограф.

## Зміст

### Передмова
Гігін присвячує свою книгу Марку Фабію, якого неможливо однозначно ідентифікувати серед численних відомих людей з цим іменем. Далі міститься опис зоряного неба й інформація про землю, море, місяць і сфери.

### Книга 1
Гігін розвиває світогляд, на основі якого він визначає терміни, які він використовує в наступних книгах для позиціонування сузір'їв. Відповідно до цього, Земля розташована в центрі світу і має вісь, яка простягається від полюса на півночі до полюса на півдні. На основі цього визначено 5 небесних кіл (circuli paralleli): арктичне коло (circulus arcticus), літній тропік (aestiuus circulus), небесний екватор (circulus aequinoctialis), зимовий тропік (circulus hiemalis) і антарктичне коло (circulus antarcticus). Крім того, розглянуті зодіак (zodiacus) і Чумацький Шлях (circulus lacteus).

### Книга 2
У книзі 2 Гігін описує тогочасні міфи, які стосуються сузір'їв. Він базує свою роботу на «Катастеризмах» Ератосфена, якого він кілька разів вказує як джерело. Як і Ератосфен, він описує 42 сузір'я, планети та Чумацький Шлях. На відміну від Ератосфена, який розміщує сузір'я по колу проти годинникової стрілки, Гігін перераховує їх у вигляді потрійної спіралі за годинниковою стрілкою, починаючи від Малої Ведмедиці. Всі міфи походять з грецького світу, тільки імена богів замінені римськими аналогами. Гігін бере в Ератосфена лише історії, а не інформацію про кількість зір та їх розташування. Окрім легенд, взятих в Ератосфена, Гігін часто додає історії інших, переважно грецьких, авторів. Ймовірно, між Ератосфеном і Гігіном лежить кілька адаптацій і інтерпретацій, які призвели до деяких спотворень. Наприклад, сузір'я Трикутник (2.19) у Гігіна представляє територію, де Ніл розділяє Ефіопію та Єгипет, натомість як Ератосфен вбачав у ньому зображення дельти Нілу. Для Зайця (2.33) Гігін описує легенду, відсутню в Ератосфена: на острів поселили зайців, і ті знищили засоби до існування людей; зайців повністю вилучили з острова, а їхній образ перенесли на небо як згадку.

### Книга 3
У книзі 3 Гігін знову оглядає сузір'я в тому ж порядку і наводить кількість зір, їх положення, а також їхній схід і захід по відношенню до сузір'їв зодіаку. Джерелом для кількості зір і розподілу зір на зображеннях міг бути Ератосфен, який також надає кількість зір для кожного сузір'я, хоча іноді кількості зір відрізняються. Місце розташування та сходи й заходи зір також описував Арат, однак його не можна вважати прямим джерелом, оскільки точність інформації дуже різна. У той час як Арат дає лише приблизну інформацію, Гігін зазвичай визначає об'єкти точно за їхнім положенням у межах небесних кіл, показаних у Книзі 1, і кількох сусідніх.

### Книга 4
Ця книга описує послідовність сузір'їв, які вже були представлені в Книзі 1. Гігін здебільшого наслідує Арата, якого він також часто згадує за ім'ям. Також обговорюється "світова система та її рух", а також Сонце, Місяць і планети. Обговорюються тогочасні астрономічні теорії. Хоча головною теорією є обертання небесної тверді разом із зорями навколо Землі зі сходу на захід, існує також альтернативна теорія, що зорі обертаються незалежно, натомість як небесна твердь залишається нерухомою. Можливо, це епікурейська ідея. Сонце, Місяць і п'ять планет рухаються окремо від небесної тверді. Були також розроблені теорії про відстань цих небесних тіл від Землі, подібні до тих, що були представлені Плінієм Старшим.

## Збереження та впливи
Праця Гігіна мала великий вплив. Ісидор Севільський кілька разів цитує її у своїй праці «De natura rerum». Наприклад, він майже дослівно цитує Гігіна: «Земля лежить — як свідчить Гігін — посеред світу».
Деякі середньовічні автори, такі як Тьєррі Шартрський і Іоанн Солсберійський, також цитують Гігіна як авторитет.
Текст зберігся в надзвичайно великій кількості рукописів — понад 70 збережених робіт між XI і XVI століттями. У ряді рукописів малюнки сузір'їв пояснені текстами з «Про астрономію», з «Аратеї» Цицерона та з Плінія Старшого. Особливо гарним прикладом є Лейденська Аратея.

## Видання та переклади
- Ghislaine Viré (ред.): Hygini de astronomia. Teubner, Stuttgart 1992, ISBN 3-519-01438-6 (критика).
- André Le Bœuffle (ред.): Hygin: L'astronomie. Les Belles Lettres, Paris 1983, ISBN 2-251-013-21-0 (критика і французький переклад).
- Jürgen Wüllrich (перекладач): Hyginus: Von der Astronomie (De Astronomia). BoD, Norderstedt 2009, ISBN 978-3-8391-0191-9 (німецький переклад).